# Sites mégalithiques des Alpes-Maritimes
Dans les Alpes-Maritimes, les sites mégalithiques sont peu nombreux. Il s'agit principalement de dolmens de petite taille, ou de « tombes en blocs », dont la construction et l'utilisation se sont étalées du Néolithique final jusqu'à l'âge du Bronze.
| \| Nice Grasse \| Répartition géographique des sites. · : dolmen - : menhir - : autre site mégalithique |
| Nice Grasse                                                                                             |

## Généralités
Les monuments mégalithiques du département des Alpes-Maritimes présentent une grande homogénéité avec ceux du département voisin du Var. Ils sont relativement peu nombreux et seuls sept d'entre eux sont classés au titre des monuments historiques. Ils sont très concentrés sur la rive gauche de la Siagne (Saint-Cézaire-sur-Siagne, Saint-Vallier-de-Thiey, Cabris). L'architecture des dolmens s'apparente à celle des dolmens du Languedoc par leur taille modeste et leur orientation au soleil couchant (ouest, sud-ouest) mais ils en diffèrent par l'absence de dalle-hublot, un couloir toujours orienté dans l'axe de la chambre, l'existence de dalles piliers en entrée de chambre. Leurs bâtisseurs ont rarement utilisés de grandes dalles. Dans de nombreux cas, il s'agit de simples « tombes en blocs », la chambre funéraire, de forme circulaire ou carrée, sans ouverture, étant délimitée par de gros blocs jointifs sur une seule assise.
Les menhirs sont rares et la datation des pierres dressées aujourd’hui visibles est délicate. L'érection de beaucoup d'entre elles, de par leur taille et leur localisation, semblent correspondre à des usages agropastoraux assez récents, sans aucun lien avec les monuments funéraires mégalithiques.
Ces constructions mégalithiques datent essentiellement du Néolithique final, le mobilier funéraire retrouvé est typique du Campaniforme, mais certaines sont encore plus tardives (âge du Bronze).

## Inventaire non exhaustif
| Monument                      | Commune                  | Remarque                                                           | Protection        | Coordonnées | Illustration                  |
| ----------------------------- | ------------------------ | ------------------------------------------------------------------ | ----------------- | --- | ----------------------------- |
| Pierre dressée du Villard     | Auvare                   |                                                                    |                   | 43° 59′ 18″ N, 6° 55′ 21″ E                                                                                     |                               |
| Dolmen de Pomeiret            | Cabris                   |                                                                    |                   | 43° 39′ 59″ N, 6° 53′ 03″ E                                                                                     | Dolmen de Pomeiret            |
| Dolmen de Stramousse          | Cabris                   |                                                                    |                   | 43° 39′ 18″ N, 6° 53′ 33″ E                                                                                     |                               |
| Dolmen de Pierre Haute        | Châteauneuf-Grasse       |                                                                    |                   | 43° 40′ 58″ N, 6° 59′ 07″ E                                                                                     |                               |
| Dolmen des Claps              | Escragnolles             |                                                                    | Classé MH (1921)  | 43° 43′ 33″ N, 6° 47′ 10″ E                                                                                     |                               |
| Tumulus de la Collette        | Escragnolles             |                                                                    |                   | 43° 43′ 37″ N, 6° 47′ 40″ E                                                                                     |                               |
| Dolmen des Peyraoutes         | Roquefort-les-Pins       |                                                                    |                   | 43° 41′ 12″ N, 7° 01′ 34″ E                                                                                     |                               |
| Menhir de Tiecs               | Roure                    |                                                                    |                   | 44° 06′ 51″ N, 7° 04′ 40″ E                                                                                     |                               |
| Dolmen de Clamarquier         | Le Rouret                |                                                                    |                   | 43° 40′ 08″ N, 7° 01′ 13″ E                                                                                     |                               |
| Menhr du Castellaras          | Le Rouret                |                                                                    |                   | |                               |
| Dolmen du Castellaras         | Le Rouret                |                                                                    | détruit           | |                               |
| Pierre dressée des Lattes     | Saint-Auban              |                                                                    |                   | 43° 49′ 39″ N, 6° 43′ 45″ E                                                                                     |                               |
| Ciste des Puades,             | Saint-Cézaire-sur-Siagne |                                                                    |                   | 43° 40′ 41″ N, 6° 48′ 04″ E                                                                                     |                               |
| Dolmen de l'Aspe              | Saint-Cézaire-sur-Siagne | autre nom Dolmen des Bernards                                      |                   | 43° 38′ 48″ N, 6° 49′ 18″ E                                                                                     |                               |
| Dolmen de la Graou            | Saint-Cézaire-sur-Siagne |                                                                    | Classé MH (1889)  | 43° 39′ 04″ N, 6° 49′ 00″ E                                                                                     |                               |
| Dolmen de Lou Serre Dinguille | Saint-Cézaire-sur-Siagne |                                                                    | Classé MH (1889)  | 43° 37′ 56″ N, 6° 48′ 12″ E                                                                                     |                               |
| Dolmen de Mauvans Sud         | Saint-Cézaire-sur-Siagne |                                                                    | Inscrit MH (1989) | 43° 40′ 24″ N, 6° 48′ 27″ E                                                                                     |                               |
| Dolmen des Clapières          | Saint-Cézaire-sur-Siagne | autre nom Dolmen des Vallons                                       | disparu           | |                               |
| Dolmen des Puades             | Saint-Cézaire-sur-Siagne |                                                                    | Inscrit MH (1989) | 43° 40′ 41″ N, 6° 48′ 09″ E                                                                                     |                               |
| Dolmen du Prignon             | Saint-Cézaire-sur-Siagne |                                                                    |                   | 43° 39′ 49″ N, 6° 48′ 51″ E                                                                                     |                               |
| Dolmens de Colbas             | Saint-Cézaire-sur-Siagne | 2 dolmens                                                          | Inscrit MH (1989) | 43° 39′ 25″ N, 6° 49′ 59″ E 43° 39′ 21″ N, 6° 49′ 56″ E                                                         |                               |
| Tombe en blocs de Mauvans Sud | Saint-Cézaire-sur-Siagne |                                                                    | Inscrit MH (1989) | 43° 40′ 24″ N, 6° 48′ 31″ E                                                                                     |                               |
| Tumulus de Mauvans Est        | Saint-Cézaire-sur-Siagne |                                                                    |                   | 43° 40′ 43″ N, 6° 48′ 38″ E                                                                                     |                               |
| Tombe du Deffends             | Saint-Cézaire-sur-Siagne |                                                                    |                   | 43° 39′ 01″ N, 6° 50′ 14″ E                                                                                     |                               |
| Tombe du Prignon              | Saint-Cézaire-sur-Siagne |                                                                    |                   | 43° 39′ 49″ N, 6° 48′ 43″ E                                                                                     |                               |
| Tombe de Sargier              | Saint-Cézaire-sur-Siagne |                                                                    |                   | 43° 40′ 59″ N, 6° 47′ 49″ E                                                                                     |                               |
| Dolmen de la Para             | Saint-Vallier-de-Thiey   |                                                                    | détruit           | |                               |
| Dolmen des Arboins            | Saint-Vallier-de-Thiey   |                                                                    | détruit           | |                               |
| Dolmen de Verdoline           | Saint-Vallier-de-Thiey   |                                                                    |                   | 43° 40′ 45″ N, 6° 51′ 11″ E                                                                                     |                               |
| Dolmen du Dégoutay            | Saint-Vallier-de-Thiey   |                                                                    |                   | 43° 41′ 00″ N, 6° 49′ 03″ E                                                                                     |                               |
| Tumulus de la Colle           | Saint-Vallier-de-Thiey   | autres noms Tombe de la Colle, Tombe du Petit Saint-Jean           |                   | 43° 42′ 03″ N, 6° 48′ 45″ E                                                                                     |                               |
| Tumuli du Caillassou          | Saint-Vallier-de-Thiey   | 5 tumulus autres noms Tumuli de Sainte-Anne, Dolmens du Caillassou |                   | 43° 42′ 01″ N, 6° 49′ 41″ E 43° 42′ 02″ N, 6° 49′ 49″ E 43° 42′ 00″ N, 6° 49′ 48″ E 43° 42′ 01″ N, 6° 49′ 46″ E | name=Dolmen du Caillassou n°2 |
| Tombe de Sainte-Anne          | Saint-Vallier-de-Thiey   |                                                                    |                   | 43° 41′ 58″ N, 6° 50′ 10″ E                                                                                     | name=Tombe de Sainte Anne 1   |
| Dolmen de Cantracier          | Tourrettes-sur-Loup      | autre nom Dolmen de Courmes                                        |                   | 43° 43′ 25″ N, 7° 00′ 14″ E                                                                                     |                               |
| Menhir des Courmettes         | Tourrettes-sur-Loup      |                                                                    |                   | |                               |
| Dolmen des Blaquières         | Vence                    |                                                                    |                   | 43° 44′ 42″ N, 7° 06′ 41″ E                                                                                     |                               |